# Convento di Sant'Antonio Abate

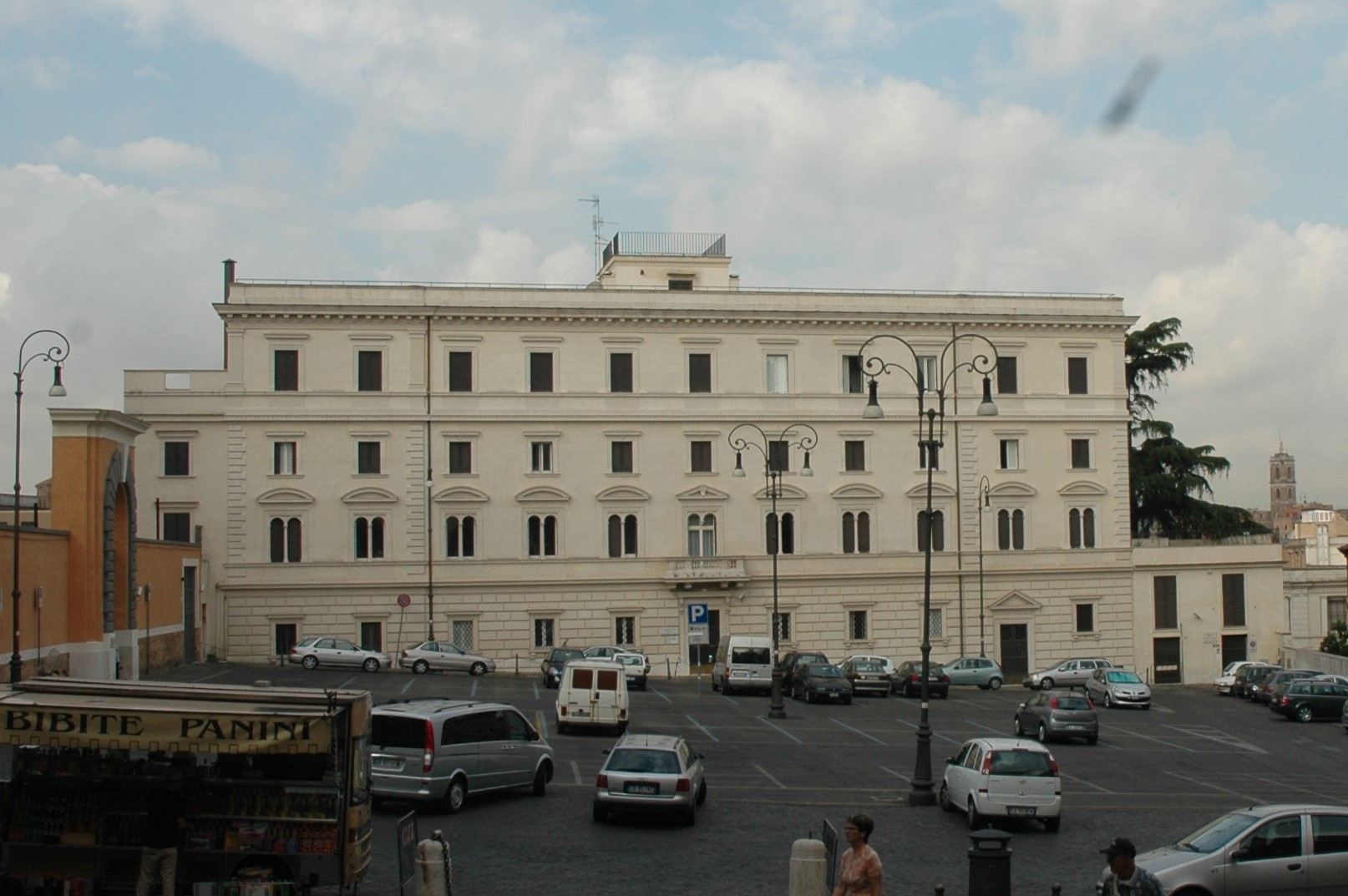
Vista do convento a partir da Piazza di San Pietro in Vincoli.

Sant'Antonio Abate dei Maroniti é uma capela localizada no Convento di Sant'Antonio Abate, na Piazza di San Pietro in Vincoli, no rione Monti de Roma, onde fica a sede da Igreja Maronita na capital italiana. A capela é dedicada a Santo Antão do Deserto (Santo Antônio do Egito).

## História

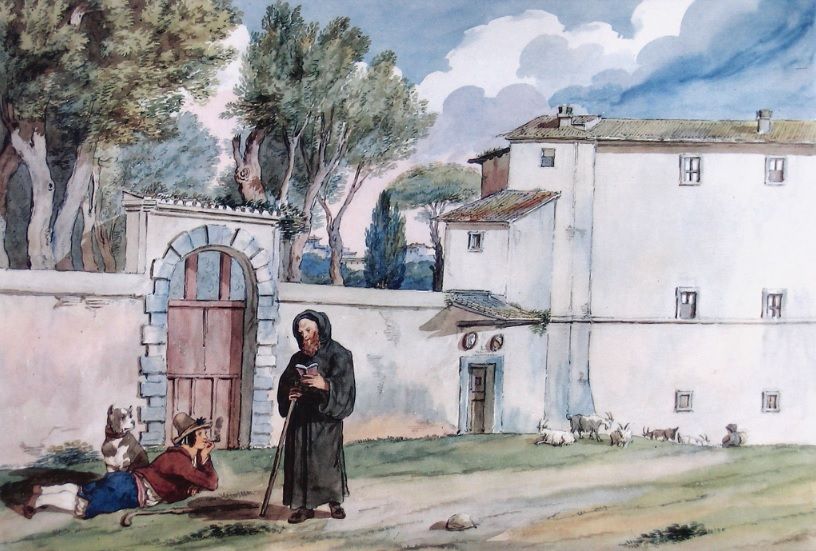
Aquarela de Achille Pinelli (década de 1830). O portão no centro à esquerda hoje serve de entrada para a Casa Provinciale delle Piccole Sorelle dei Poveri, construída no terreno do antigo jardim dos maronitas.

Em comunhão plena com a Igreja Católica, os maronitas se orgulham de seu rito próprio e de nunca terem perdido sua união com a Santa Sé. A ordem monástica maronita da Santa Virgem Maria (em italiano:  Ordine Maronita Mariamita di Sant'Antonio Abate) foi fundada em 1695 por três jovens de Alepo, que fundaram o primeiro mosteiro no Vale do Kadisha, no norte do Líbano, o Mosteiro de Qannoubine (ainda existente). Em 1707, o papa Clemente XI presenteou o complexo conventual de Santi Marcellino e Pietro al Laterano à nova ordem, que rapidamente ganhava adeptos. Contudo, o mosteiro não progrediu e a igreja se arruinou de tal forma que uma reconstrução completa se fez necessária. Por conta disto, os monges se mudaram em 1753 e fundaram o convento moderno, onde estão desde então. Os monges adquiriram uma villa particular com um grande jardim e converteram um das salas em uma capela, sem nenhuma pretensão arquitetônica. Em 1770 houve um cisma na ordem sobre a questão da atividade pastoral do monges. Os que eram a favor foram chamados de "alepinos" ("de Alepo") e os que não, de "libaneses". Os primeiros mantiveram a posse do convento, que é hoje a sede mundial da ordem. No final do século XIX, o edifício foi completamente remodelado, transformando-se num palácio de quatro andares em estilo neorrenascentista todo branco.
A capela, que não tem nenhuma identidade arquitetural própria, é privada e fechada a visitantes. Onde ficava o jardim está atualmente Casa Provinciale delle Piccole Sorelle dei Poveri, frequentemente confundido com o convento dos maronitas. Atualmente funciona no local o Collegio Maronita Mariamita di Sant'Antonio Abate.